# Johannes Iberen
Johannes iberen (georgiska: იოანე იბერი), död 1002, var en georgisk munk och översättare.